# Namora (personaje)
Namora (Aquaria Nautica Neptunia) es una personaje que aparece en los cómics estadounidenses publicados por Marvel Comics. Creada por los artistas Ken Bald y Syd Shores, el personaje apareció por primera vez en Marvel Mystery Comics #82 (mayo de 1947). Namora es de Atlantis, hija de un padre atlante y una madre humana, y es la prima de Namor.
Mabel Cadena interpreta a Namora en Black Panther: Wakanda Forever (2022), parte del Universo cinematográfico de Marvel.

## Historial de publicaciones
Namora apareció por primera vez en los cómics de 12 páginas "The Coming of Namora!" publicado en Marvel Mystery Comics # 82 (mayo de 1947), escrito por Ken Bald y entintado por Syd Shores. Namora también apareció en la portada dibujada por Bob Powell. Su disfraz fue diseñado por el creador de Sub-Marinero, Bill Everett. Inicialmente, ella y Namor no tenían una relación familiar aparente, ya veces se implicaba un interés romántico entre los dos.
Tenía su propia serie de cómics, Namora, que se desarrolló de agosto a diciembre de 1948. Si bien este título duró solo tres números, apareció regularmente con Namor en Marvel Mystery Comics y también en Sub-Marinero hasta que esa serie terminó en 1955.
El personaje no se volvió a ver durante 16 años hasta que hizo una breve aparición en la serie de Edad de plata de las historietas Sub-Marinero, en Sub-Marinero # 33 (enero de 1971). Su muerte se estableció en Sub-Marinero # 50 (junio de 1972), donde aparece su cuerpo congelado.
Durante los siguientes 30 años, Namora apareció en varios flashbacks e historias de realidad alternativas, incluyendo What If? # 9 (junio de 1978), The New Warriors Annual # 1 (1991), What If? # 47 (marzo de 1993), The New Warriors # 44 (febrero de 1994), Avengers: Forever # 4-5 (marzo-abril de 1999) y Marvel: The Lost Generation # 3-2 (diciembre de 2000-enero de 2001).
Namora finalmente reaparece, viva, en la serie Agents of Atlas, en los números 1-6 (octubre de 2006-marzo de 2007). También aparece en Incredible Hulk # 107-112 (agosto-diciembre de 2007), Giant-Size Marvel Adventures: Avengers # 1 (septiembre de 2007), World War Hulk # 2 (septiembre de 2007), Spider-Man Family # 4 (octubre de 2007) e Incredible Hercules # 121-122 (noviembre-diciembre de 2008).
Namora recibió una entrada en The Official Handbook of the Marvel Universe: Golden Age 2004.
Ella ocupó el puesto 76 en la lista de las "100 mujeres más sexys en los cómics" de la Guía del comprador de cómics.

## Biografía del personaje ficticio
Namora es un personaje que se originó en la Edad de oro de las historietas. Su nombre original era Aquaria Nautica Neptunia, pero fue apodada "Namora" en honor a su primo Namor. Al igual que Namor, ella es una mutante híbrida con fuerza sobrehumana y el poder de vuelo al usar las alas en sus tobillos. Cuando su padre fue asesinado por los habitantes de la superficie que buscaban tesoros, ella cambió completamente su nombre a Namora, el término atlante para "Hija Vengadora", ya que Namor significa "Hijo Vengador". Ella era prima de Namor (aunque no de sangre), y se convirtió en su compañera durante varios años.
Finalmente, se demostró que Namora había sido envenenada fatalmente por la terrorista lemuriana Llyra. Ella fue sobrevivida por su clon, Namorita, a quien había fallecido como su hija biológica debido a los tabúes atlánticos contra la clonación. Marvel: The Lost Generation reveló que había sido miembro de los Cazadores de Monstruos en 1956.

### Agentes de Atlas
Algún tiempo después, los Agentes de Atlas encuentran un ataúd dañado, que parece contener el cadáver momificado de Namora. Tras una inspección más cercana, Chico Marvel desactiva una pantalla holográfica que crea la imagen del cadáver, revelando una Namora viva y bien conservada dentro del ataúd. Cuando se despierta, Namora se une en una lucha contra las criaturas marinas submarinas y muestra cuán poderosa es, se muestra que tiene el mismo poder que su primo Namor.
Jimmy Woo le ofrece un lugar, y Namora se une a los Agentes de Atlas, donde lleva a Venus a recuperar todos los recuerdos de su vida pasada como una sirena, casi volviéndola loca en el proceso. Luego se revela por los poderes que inducen la dicha mejorada de la náyade que el deseo más profundo de Namora es acostarse con su primo Namor.
Finalmente, el equipo logra llegar a la Garra Amarilla, revelado como el autor intelectual detrás de la Fundación Atlas, y dispuesto a darle su papel principal a Jimmy Woo. Woo acepta, y Namora, como los otros Agentes, son empleados para viajar por el mundo en la nave espacial de Chico Marvel para cerrar cualquier célula rebelde que persiga objetivos criminales.
En algún momento de su carrera como Agente de Atlas, ella toma un permiso extendido, o deja el papel por completo, para unirse al grupo de Amadeus Cho durante el evento de World War Hulk.

### World War Hulk
Enojada por la muerte y posterior vilipendio de su hija al inicio de la Guerra Civil de superhéroes por el registro del gobierno, Namora se une a Amadeus Cho, Hércules y Ángel para ayudar a Hulk. Durante la crisis, Hércules termina sosteniendo toda la localidad de Manhattan sobre sus hombros.

### Guerra Amazónica-Atlante
En el curso de su membresía en el grupo de Cho, ella comparte un beso genuinamente romántico con Hércules. Algún tiempo después, después de la Invasión Secreta, Hércules y Amadeus Cho vacacionan cerca de una ciudad atlante, y ella y Hércules tienen una aventura romántica. Esto es interrumpido por un ataque de Amazonas. Namora ayuda a Hércules a repeler a las Amazonas y rescatar a Cho de sus atenciones amorosas y finalmente fatales.

### Reinado Oscuro
Los Agentes de Atlas deciden oponerse a la agenda de Osborn asumiendo el papel de "supervillanos", para formar lazos estrechos con Osborn. Después de un tiempo, el grupo se da cuenta de la Camarilla de Norman para descubrir que un miembro del grupo no es otro que el primo de Namora, Namor. Al descubrir esto, los Agentes confrontan a Namor por su participación en el grupo. Inicialmente en desacuerdo entre sí por sus decisiones recientes, Namora y Namor terminan besándose y comenzando una relación. Namora contempla quedarse con Namor hasta que se revele que fueron los ancianos atlantes los que planearon iniciar una relación y aparearse hace mucho tiempo, ya que los híbridos humanos / atlantes son tan poderosos. Namor y Namora deciden separarse ya que no estaban seguros de cuánto de sus sentimientos por el otro eran genuinos y cuánto se debía a la conspiración secreta de los ancianos.

### Infinito
Durante Infinito, la Escuela Atlante de Namora es elegida como una de las instituciones preparadas para luchar en el nuevo Concurso de Campeones. Sin embargo, Atlantis es atacado y diezmado por las fuerzas de Thanos antes de que la competencia pueda comenzar. Namora le pide desesperadamente ayuda a Hank Pym, pero el reino se destruye antes de que se puedan tomar medidas.

## Poderes y habilidades
Namora posee una fuerza sobrehumana y puede volar. Es casi invulnerable, ya que las balas y otros misiles no pueden penetrar su piel extremadamente dura. Puede nadar a velocidades sobrehumanas, respirar bajo el agua y es inmune al frío y las presiones de las profundidades. También puede ver mejor bajo el agua que un humano normal. Namora debe sumergirse periódicamente en agua para retener sus poderes y su salud.

## Otras versiones

### Exiles
La segunda Namora apareció por primera vez en Exiles # 46, y fue creado por Tony Bedard y Mizuki Sakakibara, y estaba asociado con los viajeros multiversales llamados Exiles. Ella es una contraparte en la Tierra alternativa de Namor el Submarinero, en lugar de Aquaria Nautica Neptunia, Namora de la Tierra-616. Ella es una mutante con fuerza sobrehumana y el poder de vuelo al usar las alas de los tobillos en sus pies. A diferencia del Universo Marvel Namor y Namora, ella tiene la piel azul de la mayoría de los atlantes.
En el universo de Namora, se convirtió en una de las primeras aliadas de Charles Xavier, quien la convenció de no atacar el mundo de la superficie. Más tarde lo haría, después de que la histeria antimutante condujera al encarcelamiento de la mayoría de los mutantes. Namora mató a todos los superhéroes de su Tierra, teniendo la mayor dificultad con los Cuatro Fantásticos, y conquistó el mundo y lo gobernó durante décadas, antes de desquiciarse a tiempo y forzada a unirse a los Exiliados, para su disgusto. Teniendo una actitud arrogante, actuó como si fuera superior a los otros miembros. Aun así, ella ha demostrado que los cuidaba, como se evidenció cuando pensó que Hyperion había matado a Morph. Ella arremetió contra Hyperion, rompiéndole el cuello. Sin embargo, fue en vano. Hyperion se recuperó rápidamente y criticó a Namora con su "visión instantánea", matándola. Los Exiliados luego enviaron su cuerpo de regreso a su realidad doméstica (Tierra-2189) para su entierro.

### Marvel Mangaverse
Namora apareció en la serie Marvel Mangaverse. En la historia, "Eternity Twilight", Namora rescató a Bruce Banner, quien sufrió una amnesia temporal y se enamoró de él no antes de que Banner recuperara su memoria involucrando a Hulk (una bestia parecida a Godzilla convocada accidentalmente por Banner). Después, Banner y Namora volvieron a la superficie y ayudaron a los héroes de la Tierra a luchar no solo contra Hulk, sino también contra el dios demonio Dormammu.

### Marvel Her-oes
Una versión adolescente de Namora aparece como una de las principales protagonistas de la serie Marvel Her-oes para todas las edades, escrita por Grace Randolph. Ella asiste a la misma escuela secundaria que Jennifer Walters y Janet van Dyne, y esconde su herencia atlante al afirmar que es una estudiante de intercambio de Grecia bajo el nombre de "Namora Aquarius".

### Ultimate Marvel
Durante la historia de Ultimatum, Thing, Mujer Invisible y el Dr. Arthur Molekevic luchan contra el Doctor Dorcas junto a Namora y un Tiburón Tigre en Atlantis y lo derrotan.

## En otros medios

### Cine
- Namora aparece en Black Panther: Wakanda Forever (2022), interpretada por Mabel Cadena.[26] Esta versión es una guerrera de Talokan y consejera de alta confianza de Namor.[27]Durante su guerra para capturar a la joven Riri Williams, Namora llevó a la Princesa Shuri a Talokan hasta que ella escapó con Williams, provocando que hicieran un ataque de venganza contra Wakanda, pero Namor y Shuri formaron una alianza, frustrando a Namora, quien fue informada del plan de Namor de tomar el control de la superficie cuando Wakanda los necesite.

### Videojuegos
- Aquaria Neptunia / Namora aparece como un personaje jugable en Marvel Puzzle Quest.[28]

### Mercancías
- En 2022, Funko lanzó una figura Funko Pop! de Namora inspirada en la encarnación del personaje en el Universo Cinematográfico de Marvel (UCM).[29]